# Чемпионат мира по самбо 2018
Чемпионат мира по самбо 2018 года проходил в Бухаресте (Румыния) 8-12 ноября во Дворце спорта «Sala Polivalenta». В соревнованиях приняли участие 750 спортсменов из 80 стран. В чемпионате мира впервые участвовали спортсмены из Макао и Сент-Люсии.

## Медалисты

### Мужчины
| Весовая категория | Золото                          | Серебро                       | Бронза                                                       |
| ----------------- | ------------------------------- | ----------------------------- | ------------------------------------------------------------ |
| до 52 кг          | Андрей Кубарьков · Россия       | Тигран Киракосян · Армения    | Шаалуу Эрденебаатар · Монголия Гиви Надарейшвили · Грузия    |
| до 57 кг          | Вахтанг Чидрашвили · Грузия     | Владислав Бурдь · Беларусь    | Акмалиддин Каримов · Таджикистан Борислав Янаков · Болгария  |
| до 62 кг          | Хушкадам Хусравов · Таджикистан | Руслан Багдасарян · Россия    | Дмитрий Евдошенко · Украина Савва Каракизиди · Греция        |
| до 68 кг          | Нурбол Сериков · Казахстан      | Эмиль Гасанов · Азербайджан   | Никита Клецков · Россия Александр Кокша · Беларусь           |
| до 74 кг          | Станислав Скрябин · Россия      | Георгий Маркарьян · Греция    | Бехруз Ходжазода · Таджикистан Арсен Казарян · Армения       |
| до 82 кг          | Виссарион Берулава · Грузия     | Сергей Кирюхин · Россия       | Тимофей Емельянов · Беларусь Гааджадамба Баянмунх · Монголия |
| до 90 кг          | Давид Оганисян · Россия         | Алексей Степаньков · Беларусь | Дмитрий Герасименко · Сербия Паата Гвиниашвили · Грузия      |
| до 100 кг         | Альсим Черноскулов · Россия     | Андрей Казусёнок · Беларусь   | Виктор Решко · Латвия Давид Лориашвили · Грузия              |
| свыше 100 кг      | Артём Осипенко · Россия         | Бека Бердзенишвили · Грузия   | Юрий Рыбак · Беларусь Владимир Гажич · Сербия                |

### Женщины
| Весовая категория | Золото                        | Серебро                       | Бронза                                                         |
| ----------------- | ----------------------------- | ----------------------------- | -------------------------------------------------------------- |
| до 48 кг          | Мария Молчанова · Россия      | Нодира Гулова · Узбекистан    | Наранцецег Ганбаатар · Монголия Михаэла-Даниэла Чисс · Румыния |
| до 52 кг          | Диана Рябова · Россия         | Марина Жарская · Беларусь     | Гульнур Ерболова · Казахстан Павлина Эсану · Молдова           |
| до 56 кг          | Лаура Фурнье · Франция        | Анастасия Архипова · Беларусь | Татьяна Казенюк · Россия Аззая Чинтогтох · Монголия            |
| до 60 кг          | Яна Костенко · Россия         | Анастасия Шевченко · Украина  | Сабина Артемчук · Молдова Екатерина Прокопенко · Беларусь      |
| до 64 кг          | Татьяна Мацко · Беларусь      | Алёна Сайко · Украина         | Екатерина Оноприенко · Россия Баасанжаргал Баярбат · Монголия  |
| до 68 кг          | Марина Мохнаткина · Россия    | Люсия Бабич · Хорватия        | Анджела Жилинская · Беларусь Наталья Будяну · Молдова          |
| до 72 кг          | Нино Одзелашвили · Грузия     | Лорена Поделенски · Румыния   | Наталья Смаль · Украина Виктория Болохан · Молдова             |
| до 80 кг          | Светлана Тимошенко · Беларусь | Мария Оряшкова · Болгария     | Сайбуян Батаа · Монголия Галина Ковальская · Украина           |
| свыше 80 кг       | Елена Кебадзе · Грузия        | Анна Балашова · Россия        | Анастасия Сапсай · Украина Си Торес Сидни · Филиппины          |

### Боевое самбо
| Весовая категория | Золото                             | Серебро                         | Бронза                                                           |
| ----------------- | ---------------------------------- | ------------------------------- | ---------------------------------------------------------------- |
| до 52 кг          | Родион Асканаков · Россия          | Григор Мхитарян · Армения       | Нуркен Домбаев · Казахстан Новруз Атаев · Туркменистан           |
| до 57 кг          | Александр Нестеров · Россия        | Александр Воропаев · Украина    | Тогтохбаяр Нямхуу · Монголия Серикжан Туссупов · Казахстан       |
| до 62 кг          | Камиль Абдулазизов · Россия        | Андрей Кучеренко · Украина      | Сорбон Латифов · Таджикистан Керимберды Довлетов · Туркменистан  |
| до 68 кг          | Шейх-Мансур Хабибулаев · Россия    | Нургельды Киялбеков · Казахстан | Абдулла Бабаев · Туркменистан Тариэль Абасов · Израиль           |
| до 74 кг          | Владислав Руднев · Украина         | Дайрбек Кариаев · Кыргызстан    | Заур Азизов · Россия Хуухенхуу · Монголия                        |
| до 82 кг          | Темирлан Ихсангалиев · Казахстан · | Дмитрий Самойлов · Россия       | Джавланбек Мадаминов · Туркменистан Ким Тегун · Республика Корея |
| до 90 кг          | Магомед Магомедов · Россия         | Луи Лорен · Франция             | Бекзод Нурматов · Узбекистан Жаныбек Аматов · Кыргызстан         |
| до 100 кг         | Анатолий Волошинов · Украина       | Денислав Златев · Болгария      | С. Аннагурбанов · Туркменистан Михаил Мохнаткин · Россия         |
| свыше 100 кг      | Валентин Молдавский · Россия       | Хакимджон Исмаилов · Узбекистан | Бабаджан Ибадуллаев · Туркменистан Рамзик Тоноян · Украина       |

## Командный зачёт

### Женщины
1. Россия;
2. Беларусь;
3. Грузия;

### Мужчины
1. Россия;
2. Грузия;
3. Таджикистан;

### Боевое самбо
1. Россия;
2. Украина;
3. Казахстан;